# 이자벨 카레
이자벨 카레(프랑스어: Isabelle Carré, 1971년 5월 28일 ~ )는 프랑스의 배우이다.

## 출연 작품

### 영화
- 로말드와 줄리엣 (1989, Romuald et Juliette)
- 추억 (1991, La Reine blanche)
- 지붕 위의 기병 (1995)
- 보마르셰 (1996, Beaumarchais, l'insolent)
- 와인이 흐르는 강 (1999)
- 파리에서의 마지막 키스 (1999, Les Enfants du siècle)
- 크리스마스 트리 (1999, La Bûche)
- L'Envol (2000)
- Ça ira mieux demain (2000)
- 그들만의 수요일 (2001, Mercredi, folle journée !)
- 아름다운 것들 (2002, Se souvenir des belles choses)
- 히 러브스 미 (2002)
- 파르바의 전설 (2003, La Légende de Parva) - 목소리
- 마음 (2006, Cœurs)
- Quatre Étoiles (2006)
- 여우와 아이 (2007)
- 안나 엠 (2007, Anna M.)
- 신의 사무실 (2008, Les Bureaux de Dieu)
- 레퓨지 (2009)
- 초콜릿 로맨스 (2010, Les Émotifs anonymes)
- Rendez-vous avec un ange (2010)
- 오르탕스를 찾아서 (2012, Cherchez Hortense)
- 나에게서 온 편지 (2012)
- 머나먼 세상속으로 (2012, Le Jour des corneilles)
- 마리 이야기: 손끝의 기적 (2014, Marie Heurtin)
- 숨 막히는 (2014, Respire)
- 패티와의 스물 하룻밤 (2015, Vingt et une nuits avec Pattie)
- Les Chaises musicales (2015)
- Le Cœur régulier (2015)
- 내가 있던 세상 (2019, L'Angle mort)
- 딜리셔스: 프렌치 레스토랑의 시작 (2021, Délicieux)
- 엄마는 여자를 사랑해 (2022, La Dérive des continents)
- 줄리아의 인생극장 (2022, Le Tourbillon de la vie)

### 텔레비전
- 벨 에포크 (1995, Belle Époque)